# Katsushika, Tokyo
Katsushika (葛飾区 (Cát Sức khu) Katsushika-ku) là một trong 23 khu đặc biệt của Tokyo, Nhật Bản.
Tính đến năm 2008, khu này có dân số 429,289 và mật độ 12,600 một km². Tổng diện tích 34.84 km².

## Người nổi tiếng
- Endo Kumiko, diễn viên, ca sĩ
- Hiiragi Rumi, diễn viên, seiyu (Vùng đất linh hồn)
- Honda Minako, ca sĩ, nhạc sĩ, diễn viên
- Horie Yui, ca sĩ, seiyu
- Kawabata Kaname, ca sĩ trình diễn đôi với Hóa học
- Kobayashi Satomi, diễn viên
- Ninomiya Kazunari, ca sĩ, diễn viên, nhạc sĩ, người mẫu, seiyu
- Ōkōchi Nanako, diễn viên
- Takagi Miho, diễn viên, tiểu luận gia